# IC 3877
IC 3877 је спирална галаксија у сазвјежђу Береникина коса која се налази на листи објеката дубоког неба у Индекс каталогу.
Деклинација објекта је + 19° 10' 35" а ректасцензија 12h 54m 48,5s. Привидна величина (магнитуда) објекта IC 3877 износи 13,0 а фотографска магнитуда 13,7. Налази се на удаљености од 21,783 милиона парсека од Сунца. IC 3877 је још познат и под ознакама UGC 8036, MCG 3-33-16, CGCG 100-17, PGC 43961.